# コリン・ハンクス
コリン・ハンクス（Colin Hanks, 1977年11月24日 - ）は、アメリカ合衆国の俳優。

## 来歴

### 私生活
カリフォルニア州サクラメントにて、コリン・ルイス・ディリンガム（Colin Lewes Dillingham）として生まれる。父親は俳優のトム・ハンクス、母親は女優のサマンサ・ルイス（Samantha Lewes）。1982年生まれの妹（エリザベス）、1990年生まれの弟（チェスター）、1995年生まれの弟（トゥルーマン）がいる。
ロヨラ・メアリーマウント大学とチャップマン大学卒業。
過去にレイチェル・リー・クックやビジー・フィリップスと交際。2010年5月8日にエージェントのサマンサ・ブライアントと結婚。2011年2月に女児が生まれた。

### キャリア
1996年に父親の監督作品『すべてをあなたに』で映画初出演を果たす。その後テレビドラマ『ロズウェル - 星の恋人たち』や『バンド・オブ・ブラザース』や、ジャック・ブラック共演のコメディ『オレンジカウンティ』、ピーター・ジャクソン監督の『キング・コング』、『ジュマンジ/ウェルカム・トゥ・ジャングル』、『ジュマンジ/ネクスト・レベル』などに出演している。

## 主な出演作品

### 映画
| 年   | 題名                                                                             | 役名                   | 備考                  |
| ---- | -------------------------------------------------------------------------------- | ---------------------- | --------------------- |
| 1996 | すべてをあなたに That Thing You Do!                                              | エスコート係           |                       |
| 2000 | 学園天国 Whatever It Takes                                                       | コスモ                 |                       |
| 2001 | 恋人にしてはいけない男の愛し方 Get Over It                                       | フェリックス・ウッズ   |                       |
| 2002 | オレンジカウンティ Orange County                                                 | ショーン・ブラムダー   |                       |
| 2003 | 11:14                                                                            | マーク                 |                       |
| 2005 | ザ・カオス Rx                                                                    | ジョニー               |                       |
| 2005 | エイミー・アダムス in ナイト・ビフォア・ウェディング Standing Still              | クエンティン           |                       |
| 2005 | ウォーキング・オン・ザ・ムーン 3D Magnificent Desolation: Walking on the Moon 3D | アームストロングの連れ |                       |
| 2005 | キング・コング King Kong                                                         | プレストン             |                       |
| 2006 | 覗かれる女 Alone With Her                                                        | ダグ                   |                       |
| 2006 | テネイシャスD 運命のピックをさがせ! Tenacious D in The Pick of Destiny           | 酔っ払い               |                       |
| 2008 | ザッツ★マジックアワー ダメ男ハワードのステキな人生 The Great Buck Howard         | トロイ・ゲイブル       |                       |
| 2008 | ブラックサイト Untraceable                                                       | グリフィン・ダウド     |                       |
| 2008 | あいつはママのボーイフレンド My Mom's New Boyfriend                              | ヘンリー               |                       |
| 2008 | キューティ・バニー The House Bunny                                               | オリヴァー             |                       |
| 2008 | ブッシュ W.                                                                      | デヴィッド・フラム     |                       |
| 2012 | 人生はノー・リターン 〜僕とオカン、涙の3000マイル〜 The Guilt Trip               | ロブ                   |                       |
| 2013 | パークランド ケネディ暗殺、真実の4日間 Parkland                                  | マルコム・ペリー       |                       |
| 2015 | お!バカんす家族 Vacation                                                         | ジェイク               |                       |
| 2015 | オール・シングス・マスト・パス All Things Must Pass                              | N/A                    | ドキュメンタリー 監督 |
| 2016 | エルヴィスとニクソン 〜写真に隠された真実〜 Elvis & Nixon                        | エジル・クロー         |                       |
| 2017 | ジュマンジ/ウェルカム・トゥ・ジャングル Jumanji: Welcome to the Jungle           | アレックス・ヴリーク   |                       |
| 2019 | ジュマンジ/ネクスト・レベル Jumanji: The Next Level                              | アレックス・ヴリーク   |                       |
| TBA  | Nobody 2                                                                         | 汚職保安官             |                       |

### テレビシリーズ
| 年        | 題名                                                                 | 役名                     | 備考           |
| --------- | -------------------------------------------------------------------- | ------------------------ | -------------- |
| 1999-2001 | ロズウェル/星の恋人たち Roswell                                      | アレックス・ウィットマン | 44エピソード   |
| 2001      | バンド・オブ・ブラザース Band of Brothers                            | ヘンリー・ジョーンズ     | ミニシリーズ   |
| 2004      | The O.C.                                                             | グレイディ・ブリッジス   | 1エピソード    |
| 2005,2008 | NUMBERS 天才数学者の事件ファイル Numb3rs                             | ペンフィールド           | 2エピソード    |
| 2008      | MAD MEN                                                              | ジョン・ギル             | 3エピソード    |
| 2008      | The Good Guys                                                        | ジャック・ベイリー       | 20エピソード   |
| 2011      | デクスター 警察官は殺人鬼 Dexter                                     | トラヴィス・マーシャル   | 12エピソード   |
| 2013      | Burning Love                                                         | アリソン                 | 8エピソード    |
| 2013      | NCIS 〜ネイビー犯罪捜査班 NCIS: Naval Criminal Investigative Service | リチャード・パーソンズ   | 3エピソード    |
| 2014      | FARGO/ファーゴ Fargo                                                 | ガス・グリムリー         | メインキャスト |

## 参照
1. ↑  Colin Hanks Biography (1977-) from filmreference.com
2. ↑  “トム・ハンクスの息子コリン・ハンクス、結婚！”. シネマトゥデイ. (2010年5月9日) 2013年5月12日閲覧。
3. ↑  “トム・ハンクスがおじいちゃんに！息子コリンに女児誕生”. シネマトゥデイ. (2011年2月4日) 2013年5月12日閲覧。
4. ↑  Julie Jordan (2011年2月3日). “It's a Girl for Colin Hanks”. People (people.com) 2011年11月4日閲覧。